# Hari Seldon
Hari Seldon és l'heroi intel·lectual de la Saga de la Fundació d'Isaac Asimov. Durant la seva estada a la Universitat de Streeling a Tràntor desenvolupà la psicohistòria, una sèrie d'equacions que li permetien predir el futur en termes de probabilitat. Per les seves prediccions sobre la decadència i el final de l'Imperi Galàctic li posaren el sobrenom de Corb Seldon.
Als primers cinc llibres de la Saga de la Fundació, Hari Seldon només fa una aparició en viu al primer capítol del primer llibre (La Fundació), encara que sí que apareix en altres ocasions en missatges enregistrats per revelar una Crisi Seldon passada. Després d'escriure cinc llibres en ordre cronològic, Asimov tornà enrere amb dos llibres addicionals que descriuen el procés inicial. Les dues protoseqüeles, Preludi a la Fundació i Cap a la Fundació, descriuen la seva vida amb un detall considerable. Ell també és el personatge central de la Segona Trilogia de la Fundació escrita després de la mort d'Asimov (El temor de la Fundació per Gregory Benford, Fundació i caos per Greg Bear i El triomf de la Fundació per David Brin), que estan ubicades entre les dues protoseqüeles d'Asimov. També figura com a personatge destacat a la novel·la curta L'originista (The Originist) d'Orson Scott Card.

## Biografia
Hari Seldon va néixer en el desè mes de l'any 11.988 de l'Era Galàctica (EG, -79 en l'Era Fundacional) i va morir el 12.069 EG (1 EF). A la Saga de la Fundació l'Era Galàctica començà quan l'Imperi Galàctic fou creat (quan és una data desconeguda, però es creu que cap a vint mil anys a partir d'ara). És originari del planeta Helicó al sector d'Arcturus. Fou pare adoptiu de Raych i marit de Dors Venabili.
El seu pare treballava en una planta hidropònica. De jove ja mostrava habilitats matemàtiques. A la vegada, aprengué les tècniques de la lluita de torsió que després li resultaren de molta utilitat a Tràntor. Aquesta art marcial era molt popular a Helicó i semblava una mescla equitativa de jiu-jutsu, Krav Magà i lluita lliure. Sembla que Helicón és menys notable per les seves matemàtiques i més per les seves arts marcials (Preludi a la Fundació). La seva biografia fou escrita per Gaal Dornick.

## Fundació
Fent servir la Psicohistòria, Seldon trobà el temps i el lloc adequats per iniciar una nova societat, una que substituiria el moribund Imperi Galàctic en un període de mil anys, en lloc d'un període molt més llarg d'anarquia i caos a tota la galàxia, tal com predeien les seves equacions que succeiria de no actuar immediatament. La Fundació, un projecte iniciat en un planeta de la perifèria de la galàxia, anomenat Tèrminus, fou un planeta totalment habitat pels científics i les seves famílies. Inicialment, tots cregueren que el projecte estava dedicat a confeccionar l'Enciclopèdia Galàctica, una enorme col·lecció del coneixement científic acumulat al llarg de la història de l'Imperi Galàctic que, segons les seves prediccions estava abocat a la desaparició.
Una vegada passada la primera Crisi Seldon, es revela que l'Enciclopèdia és una mentida i que l'objectiu final de la Fundació és crear un nou Imperi Galàctic (Fundació, Fundació i Imperi i Segona Fundació).

## Preludi a la Fundació
Com a professor ajudant de matemàtiques a la Universitat d'Helicó, Seldon visita Tràntor per assistir a la Convenció Decennal de Matemàtiques. En aquesta presenta un article on s'indica la possibilitat matemàtica de predir, de forma teòrica, el futur de l'Imperi Galàctic. En un principi és només un joc matemàtic que planteja molts problemes que semblen no tenir solució, convertint la predicció pràctica en una impossibilitat. No obstant, poc després de la seva presentació, Seldon es veu involucrat en una persecució per les diferents forces polítiques de Tràntor que voler fer servir la psicohistòria pel seu propi benefici. La resta de la novel·la narra l'exili que pateix pels sectors del planeta, cosa que li permet conèixer la complexa i variada societat de Tràntor. Durant aquesta fugida recopila informació sobre com pot convertir la psicohistòria en ciència. És també en aquesta novel·la on coneix la seva futura esposa Dors Venabili, el seu futur fill adoptiu Raych i el seu futur company en la investigació de la psicohistòria, Yugo Amaril.

## Cap a la Fundació
Aquesta novel·la està narrada com una seqüència de novel·les curtes com era el cas de la trilogia original. Aquestes tenen lloc en intervals de dècades o més anys i expliquen la història de la vida d'en Hari Seldon començant deu anys després dels fets de Preludi a la Fundació i que acaba amb la seva mort. Les històries contrasten la seva exitosa vida professional amb la seva insatisfactòria vida personal. En els seus últims anys és quan rep el sobrenom de Corb per les seves fatídiques prediccions del futur.

## El Temor de la Fundació
En aquesta novel·la es narren, de forma bastant humorística, la sèrie de peripècies per les quals va haver de passar Hari Seldon abans d'arribar a ser el Primer Ministre de l'Imperi Galàctic, que sobreviu, gràcies a l'ajuda de R. Daneel Olivaw i els seus robots, a nombrosos intents d'assassinat per part del seu contrari polític Betan Lamurk.
D'altra banda, l'obra exposa una visió més intimista de la seva vida de parella amb Dors Venabili. Sobre aquesta, Seldon va desenvolupant i provant el seu model matemàtic de la psicohistòria. Fins i tot, en aquest relat, Hari arriba a tenir contacte amb éssers alienígena i amb intel·ligència artificial, que existeixen tots sota la forma de programes de programari a la xarxa de Tràntor.

## Fundació i Caos
Aquí es torna al judici orquestrat per Linge Chen en contra de Hari, encara que aquest és conscient de la farsa, ja que coneix des d'abans el resultat. Sense saber-ho, Hari Seldon és el blanc d'una sèrie de complots per part de diverses faccions: per una part, d'aquells robots que s'oposen a Daneel (Calvinianos) que volen esborrar la seva memòria, i per part d'elements del govern de l'Imperi (es reprèn el judici a Hari Seldon amb què s'inicia el llibre La Fundació). Seldon afina els últims detalls de les seves dues fundacions, en especial la Segona, encarregada de controlar els poders mentàl·lics dispersos per la Galàxia i encarrilar a la Primera d'acord amb el Pla "psicohistòric". En aquest llibre Seldon coneix a Hlia Asgard i el seu marit Brann, els mentàl·lics més forts de la Galàxia, i els qui seran l'origen de la comunitat de ments telepàtiques que més endavant es coneixerà com a GAIA (Els Límits de la Fundació).

## El triomf de la Fundació
En aquesta novel·la es narra l'última aventura de Seldon, el qual és ja ancià i està fet pols. Desitjós per trobar la clau que expliqui el problema del caos, Seldon s'embarca en un llarg viatge que el porta de Tràntor a la mateixa Terra. En aquest viatge per la Galàxia HAri és acompanyat d'una varietat de pintorescs personatges, humans i robòtics, els quals tracten de dur a terme els seus plans a costa d'ell. Al final, a la Terra, es troba amb Daneel Olivaw, el qual explica a Hari tot el que comporta i abasta el seu pla GAIA-Galàxia. Seldon aposta amb ell en el sentit que la seva Fundació assolirà l'èxit i prevaldrà al final. Després, s'embarca novament en direcció a Tràntor per la seva trobada final amb la seva estimada Dors.
En la versió en castellà hi ha un enllaç on David Brin deixa un afegit al final de la Saga en unes quantes línies: un nou Hari Seldon desperta en un planeta distant. No indica si és un clon, un robot o un Seldon més jove, però al llibre El Triomf de la Fundació Brin dona pistes que succeeix quelcom (quelcom se li extreu o copia) a Hari Seldon quan és rejovenit en dues ocasions pels robots.

## L'Originista
En aquest relat breu Hari Seldon es veu en la necessitat de negar el seu amic Leyel Forska la seva sol·licitud d'ingrés a la Primera Fundació. Forska és l'altre gran geni científic de la seva època. La intenció de Hari és incloure'l en la Segona Fundació. La negativa de Seldon produeix una momentània desavinença entre ambdós, però al final Forska comprèn la raó veritable, integrant-se entre els bibliotecaris de la Segona Fundació. Forska serà qui pagui el funeral de Seldon i farà un emotiu discurs en defensa de la seva obra, cosa que el col·loca en una situació molt difícil amb l'autoritat imperial.